# Vári Barnabás
Vári Barnabás (Szeged, 1987. szeptember 15. –) magyar labdarúgó, csatár.

## Pályafutása

### Paksi FC
A Dunaferr SE és a Paksi SE utánpótlásában nevelkedett, játszott a harmadosztályban szereplő Paksi FC II-ben is.
Először első osztályú mérkőzésen 2007. augusztus 4-én lépett pályára kezdőként a Kaposvár ellen 2-1-re elvesztett bajnokin. Abban az évben még hatszor kapott lehetőséget Gellei Imrétől. Általában csere volt, összesen 148 percet töltött a pályán. Az NB III-ban 25 szereplése alatt 13 gólt szerzett.
A 2008–2009-es bajnokságban 20 alkalommal lépett pályára és két gólt szerzett. Első NB I-es találatát 2009. május 9-én szerezte az Újpest FC ellen, a mérkőzés 3–1 arányú paksi győzelmet hozott. A következő fordulóban a BFC Siófok kapuját vette be. Az NB III-ban 12 szereplése alatt 6 gólt szerzett.

## Sikerei, díjai
Paksi FC
- Ligakupa-döntős: 2010
- NB I ezüstérmes: 2011